# Oribe Peralta
Oribe Peralta (Torreón, 12 januari 1984) is een Mexicaans voormalig voetballer die doorgaans als aanvaller speelde. Peralta was van 2005 tot en met 2018 international in het Mexicaans voetbalelftal, waarvoor hij 67 interlands speelde en 25 keer scoorde.

## Clubcarrière
Peralta begon bij Monarcas Morelia en brak door bij CF Monterrey. Sinds 2006 speelde hij voor Santos Laguna dat hem in 2009 verhuurde aan Jaguares de Chiapas. In 2014 maakte hij de overstap naar Club América, waarmee hij in de eerste seizoenshelft (apertura) kampioen van Mexico werd. Hij verruilde Club América in juli 2019 voor CD Guadalajara waar hij in 2021 zijn loopbaan besloot. 

## Interlandcarrière
Peralta debuteerde in 2005 in het Mexicaans voetbalelftal. Hij maakte deel uit van het team dat de Pan-Amerikaanse Spelen 2011 won. In 2012 won hij met Mexico de Olympische Zomerspelen. Hij maakte tijdens dat toernooi vier doelpunten, waaronder beide Mexicaanse treffers in de finale tegen Brazilië (2–1). Peralta nam op het WK 2014 de enige treffer voor zijn rekening in Mexico's eerste groepswedstrijd, tegen Kameroen (1–0). Hij won een jaar later met Mexico de Gold Cup 2015 en de CONCACAF Cup 2015. Hij was ook actief voor de Mexicaanse ploeg op de Copa América 2011, de Copa América Centenario, de Confederations Cup 2017 en het WK 2018.